# Partido Social-Democrata "Harmonia"
O Partido Social-Democrata "Harmonia" (em letão: Sociāldemokrātiskā Partija "Saskaņa"), mais conhecido por Harmonia é um partido político da Letônia.
Inicialmente fundado em 2009, como uma aliança entre o Partido da Harmonia Nacional, o Novo Centro e o Partido Social-Democrata, em 2010, estes 3 partidos fundiram-se, ao qual em 2011 fundiu-se também o Partido da Cidade de Daugavpils.
O partido segue uma linha social-democrata, mas, destaca-se, por ser o principal defensor dos interesses da minoria russa na Letónia.
O partido é liderado por Ivars Zariņš, sendo membro consultivo da Internacional Socialista e, membro associado do Partido Socialista Europeu e da Aliança Progressista.

## Resultados eleitorais

### Eleições parlamentares
| Data | CI. | Votos   | %            | +/-  | Deputados | +/-  | Status            |
| ---- | --- | ------- | ------------ | ---- | --------- | ---- | ----------------- |
| 2006 | 4.º | 130 887 | 14,5 / 100,0 | Novo | 17 / 100  | Novo | Oposição          |
| 2010 | 2.º | 251 397 | 26,6 / 100,0 | 12,1 | 24 / 100  | 7    | Oposição          |
| 2011 | 1.º | 259 930 | 28,4 / 100,0 | 1,8  | 28 / 100  | 4    | Oposição          |
| 2014 | 1.º | 209 887 | 23,0 / 100,0 | 5,4  | 24 / 100  | 4    | Oposição          |
| 2018 | 1.º | 167 117 | 19,8 / 100,0 | 3,2  | 23 / 100  | 1    | Oposição          |
| 2022 | 9.º | 43 943  | 4,9 / 100,0  | 14,9 | 0 / 100   | 23   | Extra-parlamentar |

### Eleições europeias
| Data | CI. | Votos   | %            | +/-  | Deputados | +/-  |
| ---- | --- | ------- | ------------ | ---- | --------- | ---- |
| 2009 | 2.º | 154 894 | 19,6 / 100,0 | Novo | 1 / 8     | Novo |
| 2014 | 3.º | 57 863  | 13,0 / 100,0 | 6,6  | 1 / 8     | 0    |
| 2019 | 2.º | 82 604  | 17,5 / 100,0 | 4,5  | 2 / 8     | 1    |